# Kontyvirágformák
A kontyvirágformák (Aroideae) a hídőrvirágúak rendjének (Alismatales), azon belül a kontyvirágfélék családjának (Araceae) egy alcsaládja. Családjának legtöbb faja ebbe az alcsaládba tartozik.

## Rendszerezés
Terjedelme okán 26 nemzetségcsoportra osztják.
- Aglaonemateae
- Ambrosineae
- Anubiadeae
- Areae
- Arisaemateae
- Arisareae
- Arophyteae
- Caladieae
- Callopsideae
- Colocasieae
- Cryptocoryneae
- Culcasieae
- Dieffenbachieae
- Homalomeneae
- Montrichardieae
- Nephthytideae
- Peltandreae
- Philodendreae
- Pistieae
- Schismatoglottideae
- Spathicarpeae
- Stylochaetoneae
- Thomsonieae
- Zamioculcadeae
- Zantedeschieae
- Zomicarpeae